# Tereska Torrès
Pour les articles homonymes, voir Torres.
Tereska Torrès, née Tereska Szwarc (francisé en Thérèse Schwarz) le 3 septembre 1920 à Paris, et morte dans la même ville le 20 septembre 2012, est une résistante et une femme de lettres franco-américaine d'origine juive polonaise.

## Biographie
Fille d'un sculpteur juif polonais converti au catholicisme, Marek Szwarc, et de son épouse Guina, elle entame son journal à neuf ans et publie son premier livre à dix-sept ans. Entre 1920 et 1940, la famille fait des séjours fréquents à Lectoure (Gers) où Marek Szwarc poursuit son travail de sculpteur.
En juin 1940, elle embarque pour l'Angleterre à Lisbonne lors de l'invasion allemande de la France. Quant à son père, qui sert dans l'armée polonaise de l'Ouest, il est évacué à La Rochelle par la Home Fleet britannique.
Tereska s'engage dans les Forces françaises libres et est affectée au Corps des Volontaires françaises sous les ordres du commandant Alla Dumesnil. Elle travaille comme secrétaire au quartier-général du général de Gaulle à Londres. En octobre 1944, alors qu'elle est enceinte de cinq mois, son premier mari, Georges Torrès, beau-fils de Léon Blum, est tué dans les combats de la 2e division blindée en Lorraine.
En 1947, elle accompagne le romancier américain Meyer Levin, pendant qu'il tourne le documentaire Al Tafhidunu sur les réfugiés juifs qui quittent la Pologne après la guerre pour rejoindre la Palestine. Le journal qu'elle a rédigé sur cette expérience — le voyage illégal des survivants de l'Holocauste des villes détruites de Pologne en Europe occidentale et Israël et son emprisonnement par les forces britanniques a fait l'objet d'une publication uniquement en allemand sous le titre Unerschrocken (« Sans peur »).
En 1948, Tereska épouse à Paris Meyer Levin, qui la pousse à faire paraître le journal qu'elle a tenu durant son service dans les Forces françaises libres. En 1950, Tereska publie aux États-Unis un roman autobiographique sur son expérience de la guerre sous le titre Women's Barracks, qui devient rapidement un best-seller, vendu à plus de deux millions d'exemplaires durant les cinq premières années et la première publication pulp à évoquer franchement des relations lesbiennes. Au total, 4 millions d'exemplaires de ce livre ont été vendus aux États-Unis, et il a été traduit en treize langues. En 1952, Women's Barracks est présenté par le House Select Committee on Current Pornographic Materials comme un exemple de livre de poche promouvant un relâchement moral. Quand The Feminist Press l'a réédité à New York en 2003, la presse l'a présenté comme l'un des livres ayant inspiré un nouveau genre d'écriture lesbienne et féministe aux États-Unis. Tereska a publié en 2011 une adaptation française sous le titre Jeunes femmes en uniforme. Son journal de guerre est paru en 1981 sous le titre Les Années anglaises, aux éditions du Seuil. Il est republié en 2000 sous le titre Une Française Libre.
En 1963, Tereska accompagne Meyer Levin en Éthiopie, où il filme The Fellashas, le premier documentaire consacré à la vie des Falashas à Ambover. Elle sauve les enfants juifs d'Ethiopie en les faisant gagner Israël.
Elle est la mère de Dominique Torrès, journaliste et réalisatrice de documentaires, de Gabriel Levin, poète et traducteur né en France en 1948 et de Mikael Levin, photographe, né à New York en 1954.

## Œuvres

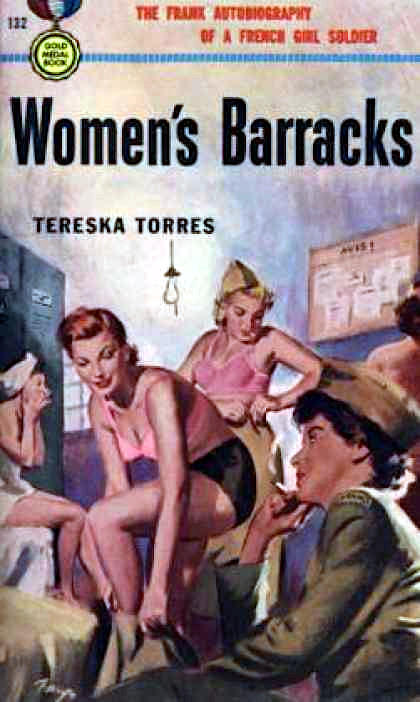
Women's Barracks par Tereska Torrès, 1950.

Tereska Torrès a écrit 14 livres, traduits en anglais par son époux.
- Le sable et l'écume, Paris, Gallimard, 1946, 197 pages. Son premier roman, commencé à l'âge de 17 ans et achevé durant la guerre, publié sous le pseudonyme de Georges Achard, nom de guerre de Georges Torrès.
- Women's Barracks, Fawcett Publications, 1950. Le premier roman pulp lesbien.
- Le Labyrinthe (roman), Paris, Del Duca, 1958, 208 pages.
- Pas encore (roman), Paris, Del Duca, 1958, 239 pages.
- The Converts, New York, Knopf, 1970. Un récit de son enfance et de sa jeunesse.
- Les Poupées de cendre, Paris, Le Seuil, 1979, 251 pages (rééd. Phébus, 2003). Un roman dont l'action se déroule en Israël.
- Les maisons hantées de Meyer Levin, Paris, Phébus, 1974 (rééd. Denoël, 1991 ; Phébus, 2005). Un récit sur l'obsession qu'a inspiré à son époux pendant trente ans la lecture du Journal d'Anne Frank.
- Les Années anglaises : journal intime de guerre, 1939-1945, Paris, Le Seuil, 1981, 277 pages.
- Le Pays des chuchotements (roman), Paris, Séguier, 1987, 215 pages.
- Une Française libre. Journal 1939-1945, Paris, Phébus, 2000, 300 pages (rééd. coll. Libretto, 2007). Le journal des années de guerre.
- Le Choix: mémoires à trois voix, Paris, Desclée de Brouwer, 2002, 263 pages. Sur la conversion secrète de ses parents au catholicisme en 1919.
- Jeunes femmes en uniforme, Paris, Phébus, 2011. Une adaptation française de Women's Barracks.

Les cahiers inédits de son journal sont conservés à l'université de Boston.

### Traduction
- Meyer Levin, La Maison de mon père, roman traduit de l'anglais par George Achard (titre original : My father's house), Paris, Nouvelles éditions latines, 1948, 319 pages.

## Hommages
En 1939, avant la guerre, son père la prend pour modèle pour la madone située à l'angle de la rue Sainte-Croix-de-la-Bretonnerie et de la rue Aubriot, dans le quartier du Marais, à Paris.

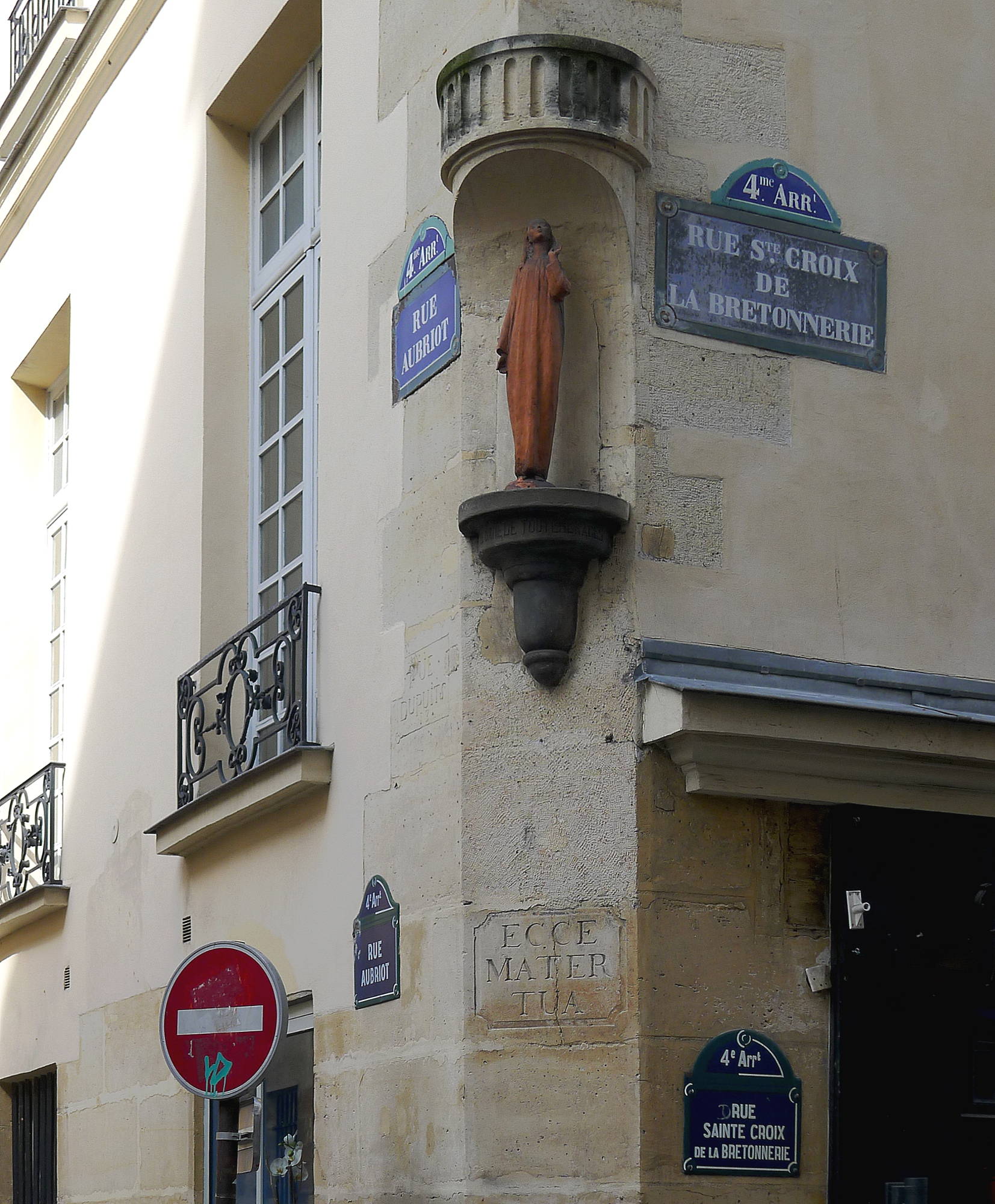
Ecce mater tua de Marek Szwarc, à Paris, dont le modèle est Tereska, jeune.

En 2018, le Musée d'Art et d'Histoire du Judaïsme met son parcours et son œuvre à l'honneur.
En 2019, la Ville de Paris et le 8e arrondissement nomment en sa mémoire un nouveau jardin située rue Laure-Diebold : le jardin Tereska-Torrès-Levin. Il s'agit également d'un lieu de mémoire, qui accueille la stèle de l'Association pour la mémoire des enfants juifs déportés du 8e arrondissement.